# Seibersdorf
Seibersdorf è un comune austriaco di 1 448 abitanti nel distretto di Baden, in Bassa Austria; ha lo status di comune mercato (Marktgemeinde). Il 1º gennaio 1972 ha inglobato il comune soppresso di Deutsch-Brodersdorf.

## Monumenti e luoghi d'interesse
- Castello di Seibersdorf